# Kosareve, Mlîniv
Kosareve (în ucraineană Косареве) este un sat în comuna Vladîslavivka din raionul Mlîniv, regiunea Rivne, Ucraina.

## Demografie
Componența lingvistică a localității Kosareve
     Ucraineană (100%)
Conform recensământului din 2001, toată populația localității Kosareve era vorbitoare de ucraineană (100%).